# Saint-Martin-Lestra
Saint-Martin-Lestra is een gemeente in het Franse departement Loire (regio Auvergne-Rhône-Alpes). De plaats maakt deel uit van het arrondissement Montbrison. Saint-Martin-Lestra telde op 1 januari 2022 926 inwoners.

## Geografie
De oppervlakte van Saint-Martin-Lestra bedroeg op 1 januari 2022 16,33 vierkante kilometer; de bevolkingsdichtheid was toen 56,7 inwoners per km².

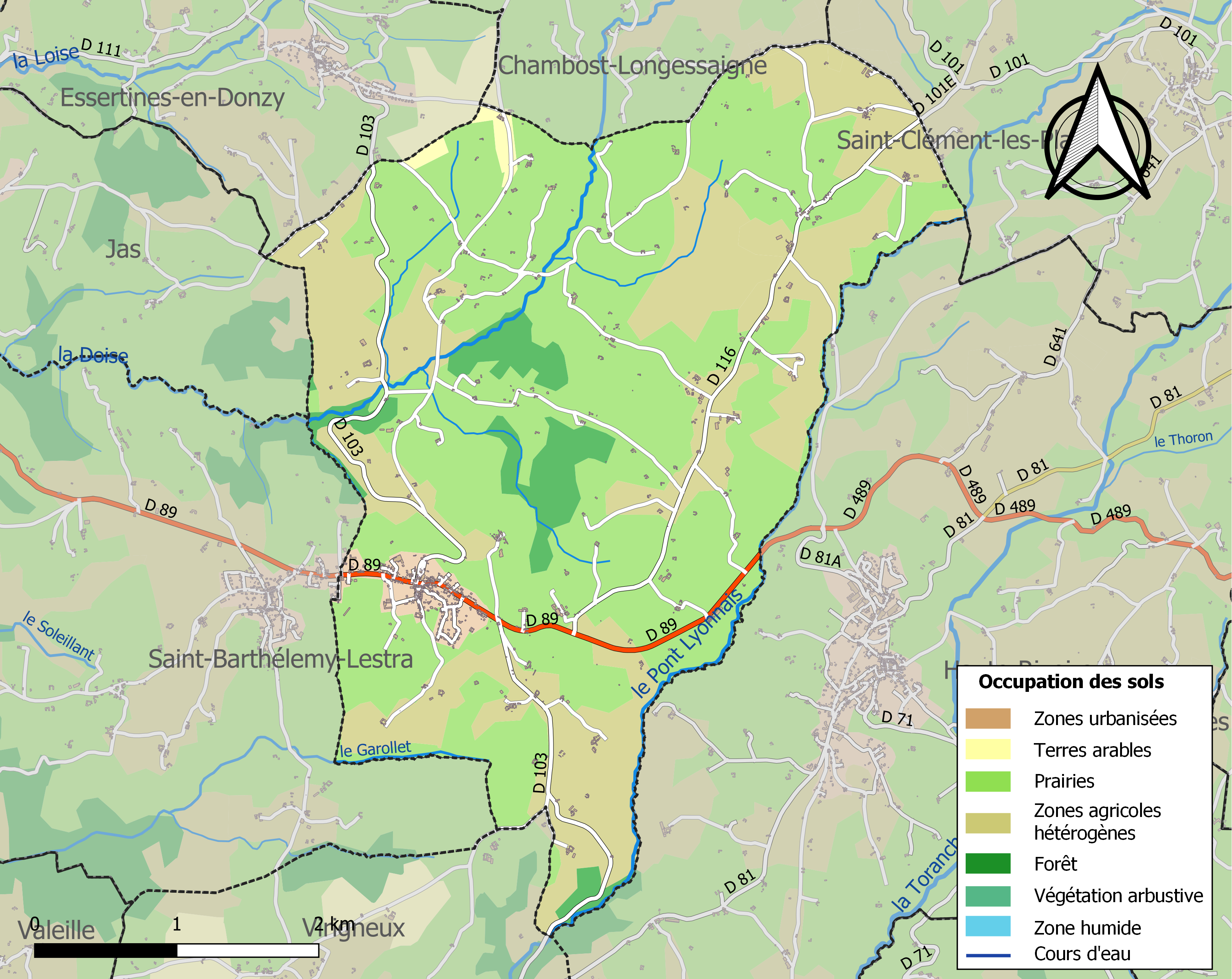
Kaart van de gemeente met de belangrijkste infrastructuur, bodemgebruik en omliggende gemeenten

## Demografie
Onderstaande figuur toont het verloop van het inwonertal (bron: INSEE-tellingen).